# Rede Expressa Regional

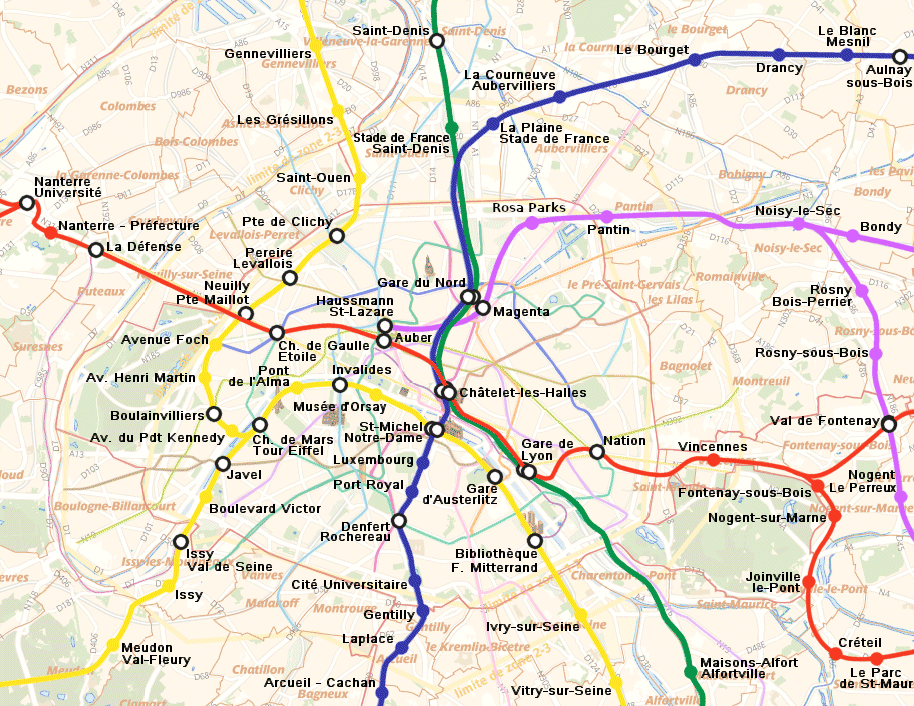
Parte central do RER em Paris

RER é o acrónimo de Rede Expressa Regional (em francês:  Réseau Express Régional), uma rede rede ferroviária urbana que serve as grandes aglomerações e arredores como Paris, Bruxelas, Lyon, etc.
O RER é um sistema de transporte ferroviário híbrido e consiste na integração das linhas da periferia a uma rede subterrânea ou ao ar livre que atravessa o centro das aglomerações.  O RER é utilizado como rede expressa, oferecendo múltiplas correspondências com o metropolitano (o  metrô francês). 

## História
Inicialmente criado com este nome em Paris, a rede integra-se com o Metrô de Paris, e assegura, nas horas de vale, um intervalo de dez a quinze minutos entre os trens, na zona situada a 20 km do centro de Paris e de vinte minutos a meia hora na zona situada entre 40 e 50 km. Essas frequências dobram no horário de pico.
Entre outras existem actualmente :
- RER França
- RER Suíça